# Bez baterii nie działa
Bez baterii nie działa (ang. *batteries not included) – amerykańska komedia familijna z elementami fantasy i fantastyki naukowej z 1987 roku. Główne role małżonków Franka i Faye Riley'ów zagrali Hume Cronyn i Jessica Tandy, którzy byli również małżeństwem w życiu prywatnym.
Historia opowiedziana w filmie miała być początkowo tematem jednego z odcinków serialu Niesamowite historie (1985-87); jednak twórcy tej serii, Stevenowi Spielbergowi pomysł ten spodobał się tak bardzo, że postanowił zrealizować film kinowy.
Film otrzymał nominację do nagrody Saturn w kategorii Najlepszy film fantasy. Z kolei odtwórczyni jednej z głównych ról Jessica Tandy otrzymała Saturna w kategorii Najlepsza aktorka.
W polskiej telewizji film był również emitowany pod tytułem Baterii nie wliczono.

## Obsada
- Hume Cronyn jako Frank Riley
- Jessica Tandy jako Faye Riley
- Frank McRae jako Harry Noble
- Dennis Boutsikaris jako Mason Baylor
- Elizabeth Peña jako Marisa Esteval
- Michael Carmine jako Carlos
- John Pankow jako Kovacs
- Michael Greene jako Lacey
- Jane Hoffman jako Muriel Hogenson
- Tom Aldredge jako Sid Hogenson

## Fabuła
Bohaterami filmu są mieszkańcy starej kamienicy, która zostaje przeznaczona do wyburzenia. Jednak nie chcą oni opuszczać swojego domu. Właściciel budynku za wszelką cenę próbuje się ich pozbyć wynajmując miejscowy gang, który ma ich zastraszyć. Gdy sytuacja wydaje się beznadziejna z pomocą im przybywają malutkie kosmiczne latające spodki...